# 茂木茂八
茂木 茂八（もてぎ もはち、1910年9月3日 - 1989年8月10日）は、日本の心理学者。日本文化科学社創業者。日本心理適性研究所所長。徳島文化女子短期大学元学長。栃木県出身。

## 著書

### 共著
- 『学級の子どもの診断と指導のための統計法』（田中寛一、清水利信、1959年、日本文化科学社）
- 『阿部八代太郎先生の生涯』（阿部正英、阿部洋大、1967年、日本文化科学社）
- 『成人知能の測定と評価』（デイヴィッド・ウェクスラー、安富利光、福原真知子、1972年、日本文化科学社）
- 『教室における個々に応じた指導』（フィリス・マズロー、安富利光、1977年12月、日本文化科学社）
- 『WISC-Rによる知能診断』（アラン・S. カウフマン、中塚善次郎、田川元康、1983年4月、日本文化科学社）
- 『マッカーシー検査による知能診断』（アラン・S. カウフマン、ナーダン・L．カウフマン、1987年1月、日本文化科学社）